# Zachari Zachariew (generał)
Zachari Zachariew, nazwisko używane w ZSRR: Wołkan Siemionowicz Goranow (bułg. Захари Захариев (Волкан Семёнович Горанов), ur. 4 lutego 1904 w Basarbowie, zm. 29 kwietnia 1987 w Sofii) – bułgarski działacz komunistyczny i wojskowy, generał pułkownik, lotnik wojskowy, Bohater Ludowej Republiki Bułgarii (1974), Bohater Związku Radzieckiego (1936).

## Życiorys
Urodził się w rodzinie nauczyciela. W 1923 skończył gimnazjum w Razgradzie, podczas nauki związał się z kółkami marksistowskimi i wstąpił do Związku Młodzieży Robotniczej. Od 1924 służył w bułgarskiej armii, uczył się w szkole lotnictwa w Bożuriszte, w 1926 wstąpił do nielegalnej Bułgarskiej Partii Komunistycznej, w 1927 ukończył szkołę lotniczą i został lotnikiem wojskowym. Otrzymał stopień porucznika. W 1931 był jednym z organizatorów manifestacji pierwszomajowej, za co został aresztowany i oddany pod sąd, a następnie zwolniony z armii, później przeszedł na nielegalną stopę i w listopadzie 1931 wyemigrował do ZSRR. Mieszkał tam jako Wołkan Siemionowicz Goranow, został lotnikiem-instruktorem w lotniczej szkole floty cywilnej w Tambowie. W lipcu 1936 po wybuchu wojny domowej w Hiszpanii napisał list do ludowego komisarza obrony Woroszyłowa i przewodniczącego Kominternu Georgi Dimitrowa, deklarując gotowość walki po stronie Republiki Hiszpańskiej. Latem 1936 wraz z pierwszą grupą radzieckich ochotników przybył do Hiszpanii; miał tam dokumenty na tureckie nazwisko Halil Ekrem, ponieważ dobrze znał turecki. Walczył na Froncie Madryckim w składzie 1 Międzynarodowej Lotniczej Eskadry Bombowców, w której był pilotem bombowca Potez-54. Głównymi celami eskadry były lotniska buntowników w Grenadzie, port w Kadyksie i inne obiekty wojskowe. 31 października 1936 został ranny w ataku frankistowskich myśliwców. 31 grudnia 1936 został pierwszym cudzoziemcem uhonorowanym tytułem Bohatera Związku Radzieckiego.
Po powrocie do ZSRR został naczelnikiem szkoły lotnictwa cywilnego w Tambowie i otrzymał stopień pułkownika. Został też deputowanym do Rady Najwyższej ZSRR 1 kadencji. W 1939 został szefem Zarządu Przysposobienia Bojowego Powietrznej Floty Powietrznej ZSRR. Po ataku Niemiec na ZSRR w czerwcu 1941 zwrócił się z prośbą o skierowanie na front, jednak został wysłany na tyły jako szef nowo utworzonego Zarządu Instytucji Edukacyjnych Cywilnej Floty Powietrznej ZSRR; w latach 1941–1944 w nadzorowanych przez niego instytucjach wyszkolono ponad 20 tysięcy lotników kierowanych do armii oraz cywilnego lotnictwa. Jesienią 1944 po przewrocie w Bułgarii wrócił do kraju, powracając do swojego prawdziwego nazwiska. Stał się tam jednym z organizatorów i kierowników bułgarskich Sił Powietrznych, w 1945 został zastępcą dowódcy Sił Powietrznych Bułgarii, w latach 1947–1955 pełnił funkcję dowódcy Sił Powietrznych i jednocześnie wiceministra obrony Ludowej Republiki Bułgarii. W 1947 otrzymał stopień generała majora, a w 1951 generała porucznika bułgarskiej armii. W 1959 został wojskowym attaché Bułgarii w ZSRR, a w latach 1965–1973 ponownie był wiceministrem obrony Bułgarii, otrzymał stopień generała pułkownika, w 1973 z powodu wieku został zwolniony z armii. Uchwałą Zgromadzenia Narodowego Ludowej Republiki Bułgarii z 1974 otrzymał tytuł Bohatera Ludowej Republiki Bułgarii z wręczeniem medalu „Złota Gwiazda” i Orderu Georgi Dimitrowa. Pracował w Komitecie Przyjaźni Bułgarsko-Radzieckiej. Otrzymał wiele bułgarskich orderów i medali, a także odznaczenia ZSRR, m.in. Order Przyjaźni Narodów (1974), posiadał też tytuł Zasłużonego Lotnika Ludowej Republiki Bułgarii (jako pierwszy otrzymał ten tytuł).